# Tooeleïta
La tooeleïta és un mineral de la classe dels òxids. Rep el nom del comtat de Tooele, als Estats Units, on es troba la seva localitat tipus.

## Característiques
La tooeleïta és un arsenit de fórmula química Fe3+₆(As3+O₃)₄(SO₄)(OH)₄·4H₂O, sent el primer arsenit-sulfat conegut trobat a la natura. Va ser aprovada com a espècie vàlida per l'Associació Mineralògica Internacional l'any 1900. Cristal·litza en el sistema monoclínic. La seva duresa a l'escala de Mohs és 3.
Segons la classificació de Nickel-Strunz, la tooeleïta pertany a «04.JD - Arsenits, antimonits, bismutits; amb anions addicionals, amb H₂O» juntament amb els següents minerals: nealita i seelita.
L'exemplar que va servir per a determinar l'espècie, el que es coneix com a material tipus, es troba conservat a l'Ecole nationale superieure des mines de París.

## Formació i jaciments
Va ser descoberta a la mina U.S. de la loclaitat de Gold Hill, al dstricte miner de Gold Hill del comtat de Tooele (Utah, Estats Units). També ha estat descrita al Canadà, França, Àustria, Espanya, Grècia, Alemanya, Itàlia, Suïssa i Austràlia.